# Hiệp hội Xã hội học Quốc tế
Hiệp hội Xã hội học Quốc tế, viết tắt theo tiếng Anh là ISA (International Sociological Association), là một tổ chức phi chính phủ - phi lợi nhuận quốc tế hoạt động trong lĩnh vực nghiên cứu Khoa học xã hội và Xã hội học.
ISA thành lập năm 1949 với sự bảo trợ của UNESCO, là thành viên liên hiệp khoa học của Hội đồng Khoa học Quốc tế (ISC) , và của Hội đồng Quốc tế về Khoa học (ICSU) trước đây. và của Hội đồng Khoa học Xã hội Quốc tế (ISSC).
ISA quan hệ liên kết chính thức với UNESCO, và vị trí cố vấn đặc biệt tại Hội đồng Kinh tế và Xã hội Liên Hợp Quốc.
Hiệp hội có chừng 5000 thành viên cá nhân, 62 thành viên tổ chức từ 167 quốc gia.

## Hoạt động
ISA tổ chức hai năm một kỳ Đại hội Thế giới và Diễn đàn Xã hội học. Đó là diễn đàn cộng tác cho các Ủy ban Nghiên cứu, các nhóm làm việc và nhóm chuyên đề, vốn hướng đến những khía cạnh khác nhau trong xã hội học.
ISA tài trợ các hoạt động của các hiệp hội quốc gia về xã hội học và đã phát triển các hoạt động đặc biệt cho các học giả cơ sở.

## Các đại hội
| Kỳ  | Năm  | Địa điểm        | Nội dung chính                                                                       |
| --- | ---- | --------------- | ------------------------------------------------------------------------------------ |
| 19. | 2018 | Toronto         |                                                                                      |
| 18. | 2014 | Yokohama        | Đối mặt với một thế giới bất bình đẳng: Những thách thức đối với Xã hội học toàn cầu |
| 17. | 2010 | Gothenburg      | Xã hội học về chuyển động                                                            |
| 16. | 2006 | Durban          | Chất lượng của tồn tại xã hội trong một thế giới toàn cầu hóa                        |
| 15. | 2002 | Brisbane        | Thế giới Xã hội trong thế kỷ 21: Di sản mâu thuẫn và thách thức tăng cao             |
| 14. | 1998 | Montreal        | Kiến thức xã hội: Di sản, thách thức, triển vọng                                     |
| 13. | 1994 | Bielefeld       | Ranh giới đang tranh chấp và sự đoàn kết dịch chuyển                                 |
| 12. | 1990 | Madrid          | Xã hội học cho Một Thế giới: Thống nhất và đa dạng                                   |
| 11. | 1986 | New Delhi       | Thay đổi xã hội: Vấn đề và triển vọng                                                |
| 10. | 1982 | Mexico City     | Xã hội học Lý thuyết và thực tiễn xã hội                                             |
| 9.  | 1978 | Uppsala         | Con đường Phát triển xã hội                                                          |
| 8.  | 1974 | Toronto         | Khoa học và cuộc cách mạng trong xã hội đương đại                                    |
| 7.  | 1970 | Varna           | Đương đại và tương lai xã hội: Dự đoán và lập kế hoạch xã hội                        |
| 6.  | 1966 | Évian-les-Bains | Thống nhất và đa dạng trong xã hội học: Xã hội học Quan hệ quốc tế                   |
| 5.  | 1962 | Washington D.C. | Xã hội học của phát triển                                                            |
| 4.  | 1959 | Stresa          | Xã hội và kiến thức xã hội học                                                       |
| 3.  | 1956 | Amsterdam       | Các vấn đề về khoa học xã hội trong thế kỷ 20                                        |
| 2.  | 1953 | Liège           | Phân tầng xã hội và cơ động xã hội                                                   |
| 1.  | 1950 | Zurich          | Nghiên cứu xã hội học trong định hướng Quan hệ quốc tế                               |

Các chủ tịch ISA 
- 2018-2022:  Sari Hanafi
- 2014-2018:  Margaret Abraham
- 2010-2014:  Michael Burawoy
- 2006-2010:  Michel Wieviorka
- 2002-2006:  Piotr Sztompka
- 1998-2002:  Alberto Martinelli
- 1994-1998:  Immanuel Wallerstein
- 1990-1994:  T.K. Oommen
- 1986-1990:  Margaret Archer
- 1982-1986:  Fernando H. Cardoso
- 1978-1982:  Ulf Himmelstrand
- 1974-1978:  Thomas Bottomore
- 1970-1974:  Reuben Hill
- 1966-1970:  Jan Szczepański
- 1962-1966:  René König
- 1959-1962:  Thomas Marshall
- 1956-1959:  Georges Friedmann
- 1953-1956:  Robert C. Angell
- 1949-1952:  Louis Wirth

## Xuất bản
ISA xuất bản tạp chí International Sociology, đặt tại Vương quốc Anh.
Ngoài ra, là loạt sách "SAGE Studies in International Sociology" (Nghiên cứu SAGE trong Xã hội học quốc tế). Các bản điện tử cũng được ISA chú trọng phát triển.